# St. Joseph Island
St. Joseph Island ist eine Insel im Huronsee. Sie gehört zum Algoma District der kanadischen Provinz Ontario.
Die 365 km² große Insel liegt nahe der Mündung des Saint Marys River, welcher den Oberen See zum Huronsee hin entwässert. Im Norden wird St. Joseph Island durch den St. Joseph Channel von Festland-Ontario getrennt. Im Süden bilden der Munuscong Channel und der Lake Munuscong die Grenze zu den USA. Im Südosten liegt die Potagannissing Bay, welche einen Teil des North Channel darstellt.
St. Joseph Island hat eine ganzjährige Bevölkerung von etwa 2000. Sie ist mit Festland-Ontario über die Bernt Gilbertson Bridge verbunden. Diese überspannt eine Nebenbucht des North Channel und überführt den Highway 548. 
Die größten Orte auf der Insel sind Hilton Beach und Richards Landing. Der Tourismus bildet den Hauptwirtschaftsfaktor. Daneben gibt es Forstwirtschaft, die Herstellung von Ahornsirup sowie Landwirtschaft. Die Insel ist beliebtes Ausflugs- und Urlaubsziel für die Einwohner des nahegelegenen Sault Ste. Marie.

## Geschichte
Die Lage der St. Joseph Island an der damals wirtschaftlich bedeutenden Verbindung zum Oberen See machte sie wichtig für den Handel mit den First Nations.
Nachdem Mackinac Island an die Vereinigten Staaten übergeben wurde, entschlossen sich die Briten 1796, die genauso strategisch wichtige St. Joseph Island zu befestigen. Die britischen Truppen von Fort St. Joseph eroberten das US-amerikanische Fort Mackinac während des Britisch-Amerikanischen Krieges. Nach Kriegsende wurde das Fort aufgegeben. Heute befindet sich dort an der Südspitze der Insel (46° 3′ 50″ N, 83° 56′ 39″ W), die von Ontario Parks betriebene Fort St. Joseph National Historic Site of Canada.
In unmittelbarer Nachbarschaft des Kulturdenkmals liegt auch ein Vogelschutzgebiet.

## Gemeinden auf der St. Joseph Island
- Township of Hilton
- Township of Jocelyn
- Township of St. Joseph
- Village of Hilton Beach